# Lamina terminalis

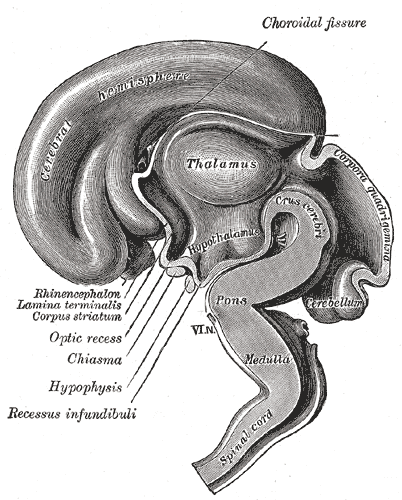
Mediane sagittale Sectio eines Gehirns eines knapp drei Monate alten menschlichen Embryos. Die Lamina terminalis liegt oberhalb des Recessus supraopticus.

Die Lamina terminalis (von lateinisch lamina ‚Schicht, dünne Platte‘ und terminalis ‚abgrenzend‘) ist eine unpaare dünne Gewebeplatte im Gehirn quer zur Medianebene. Sie bildet oberhalb des Chiasma opticum gelegen die Vorderwand des dritten Hirnventrikels und enthält das Organum vasculosum laminae terminalis.

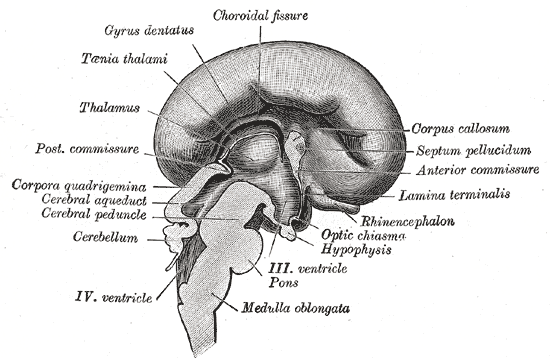
Medianschnitt eines Gehirns (vierter Embryonalmonat) – Lamina terminalis unterhalb der Commissura anterior

In der Embryonalentwicklung stellt die Lamina terminalis nach dem kranialen Schluss des Neuralrohrs den vorderen Abschluss des Vorderhirns dar, bis zum Auswachsen der beiden Hemisphärenbläschen des Endhirns, zwischen denen sie dann liegt.
Am dorsalen Rand der Lamina terminalis verschmelzen mediale Anteile beider Hemisphärenbläschen zur Lamina reuniens. In diesem Bereich entstehen anschließend die quer verbindenden Kommissurensysteme des Telencephalon: die Commissura anterior (Commissura rostralis), die Commissura fornicis (Commissura hippocampalis) und schließlich das Corpus callosum (Balken).